# Stictonectes escheri
Stictonectes escheri är en skalbaggsart som först beskrevs av Aubé 1838.  Stictonectes escheri ingår i släktet Stictonectes och familjen dykare. Inga underarter finns listade i Catalogue of Life.